# 미래엔
미래엔은 1948년 9월에 설립된 교재 출판 전문 기업이다.

## 역사
대한교과서는 1948년에 김기오가 문교부 지정도서 출판 및 공급을 목적으로 설립하였다.
한국 전쟁으로 서울에서의 ‘대한교과서’ 기능이 중단됐으나, 1952년 해군 당국의 도움을 받아 부산에 교과서 공장시설을 세워 부활했다. 서울로 돌아온 창업자 우석은 1954년 ‘현대문학사’를 설립하였으며, 교과서, 교재, 출판, 인쇄 등 4개 사업을 하고 있다. 미래엔서해에너지과 전북도시시가스를 계열사로 가지고 있다.

## 국정교과서인수
국정교과서(國定敎科書, National Textbook)는 대한민국 문교부가 출자하여 설립한 정부출연기관으로 서울특별시 동작구 대방동에 위치하였다가 1991년 충청남도 연기군 동면(현 세종특별자치시 연동면) 내판리로 이전하였다.
1953년 대한문교서적주식회사가 설립 된 후 1956년 국정교과서주식회사로 이름이 바뀌었고, 1998년 11월 대한교과서에 흡수되어 합병되었다.

## 같이 보기
- 국정교과서
- 국정교과서 (공기업)
- 동북아역사재단
- 미래엔서해에너지
- 전북도시가스